# Heliconius niepelti
Heliconius niepelti är en fjärilsart som beskrevs av Riffarth 1907. Heliconius niepelti ingår i släktet Heliconius och familjen praktfjärilar. Inga underarter finns listade i Catalogue of Life.